# Kommunistische Partei Kasachstans

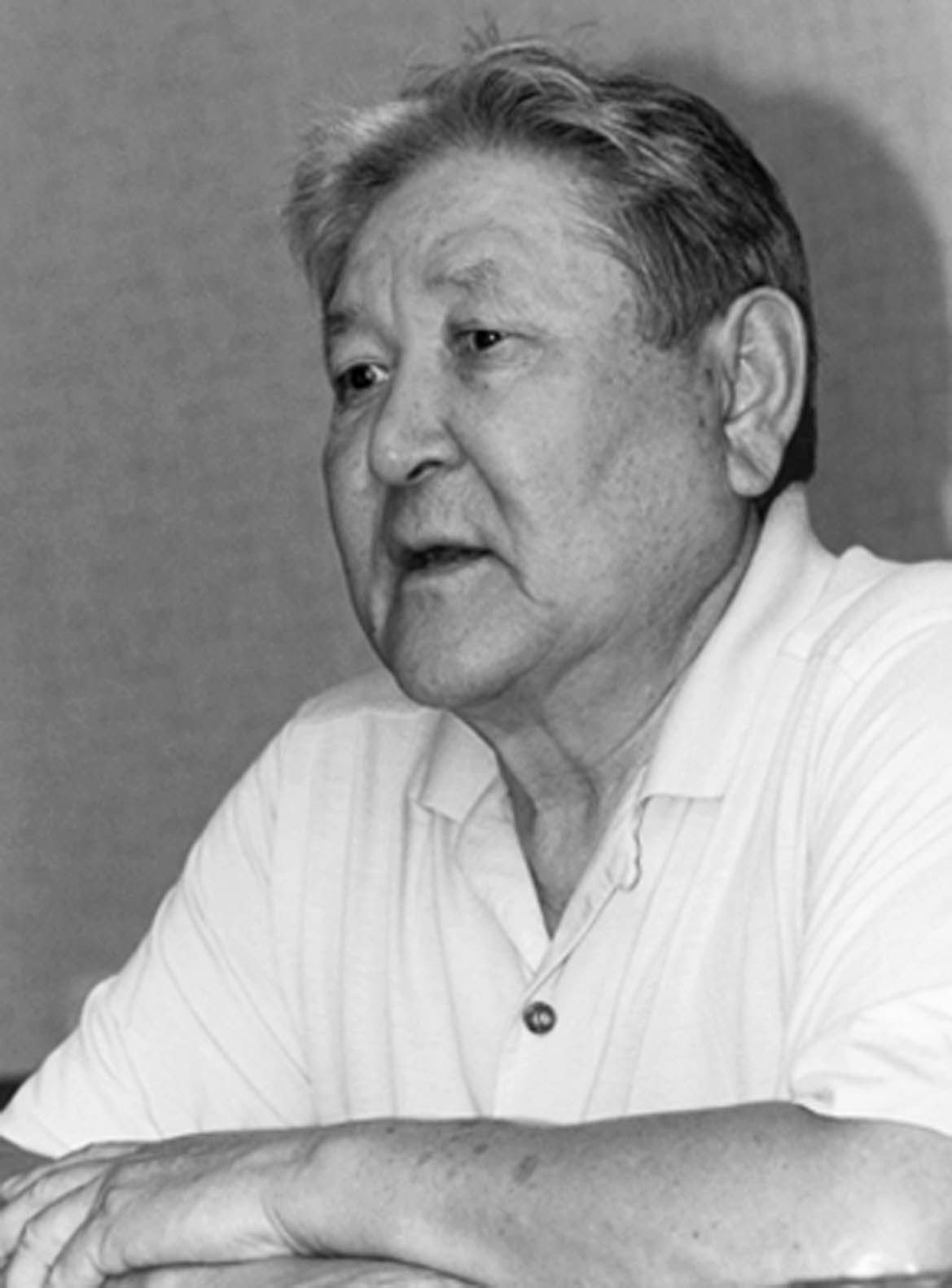
Serikbolsyn Abdildin, früherer Generalsekretär der Kommunistischen Partei Kasachstans (1991–2010)

Die Kommunistische Partei Kasachstans (kasachisch Қазақстан Коммунистік партиясы, Transkription: Qazaqstan Kommunistik Partiyasi; russisch Коммунистическая партия Казахстана) war eine von der Mitgliederzahl her kleinere politische Partei in Kasachstan.
Ihr letzter Parteivorsitzender war von 2010 bis 2015 Gasis Aldamscharow. Die kommunistische Partei hatte etwa 47.000 Mitglieder und spielte eine eher unbedeutende Rolle in der Politik Kasachstans.

## Geschichte
Die Kommunistische Partei in Kasachstan wurde 1936 in der Kasachischen Sozialistischen Sowjetrepublik gegründet. Damals wurde Kasachstan eine Unionsrepublik der Sowjetunion. Sie war bis zur Auflösung der Sowjetunion ein Ableger der Kommunistischen Partei der Sowjetunion, seit der Unabhängigkeit Kasachstans war sie eine eigenständige kommunistische Partei.
In der Republik Kasachstan war sie ab 1991 eine eher unbedeutende Kaderpartei mit überkommenen Strukturen.
Sie konnte aber aufgrund des sowjetischen Zuschnitts auf ihren funktionierenden Parteiapparat aus Zeiten der Unionsrepublik zurückgreifen.
Am 5. Oktober 2011 sprach das Verwaltungsgericht von Almaty der Partei ein sechsmonatiges politisches Betätigungsverbot aus. Damit konnte die Partei nicht an den Parlamentswahlen in Kasachstan 2012 teilnehmen. Zuvor hatte die Kommunistische Partei Kasachstans angekündigt, sich am Bündnis „Volksfront“ zu beteiligen, das in Opposition zur Politik von Präsident Nursultan Nasarbajew steht. Im April 2012 wurde das politische Betätigungsverbot der Partei um weitere sechs Monate verlängert.
Am 4. September 2015 wurde die Partei von einem Gericht verboten.

## Generalsekretäre
Generalsekretäre der Kommunistischen Partei der Kasachischen SSR:
1. Lewon Mirsojan (5. Dezember 1936 – 3. Mai 1938)
2. Nikolai Skworzow (3. Mai 1938 – 14. September 1945)
3. Schumabai Schajachmetow (14. September 1945 – 6. März 1954)
4. Panteleimon Ponomarenko (6. März 1954 – 8. Mai 1955)
5. Leonid Breschnew (8. Mai 1955 – 6. März 1956)
6. Iwan Jakowlew (6. März 1956 – 26. Dezember 1957)
7. Nikolai Beljajew (26. Dezember 1957 – 19. Januar 1960)
8. Dinmuchamed Kunajew (19. Januar 1960 – 26. Dezember 1962)
9. Ismail Jussupow (26. Dezember 1962 – 7. Dezember 1964)
10. Dinmuchamed Kunajew (7. Dezember 1964 – 16. Dezember 1986)
11. Gennadi Kolbin (16. Dezember 1986 – 22. Juni 1989)
12. Nursultan Nasarbajew (22. Juni 1989 – 28. August 1991)

Generalsekretäre der Kommunistischen Partei Kasachstans:
1. Serikbolsyn Äbdildin (1991–2010)
2. Ghasis Aldamscharow (2010–2015)